# Biharski jezici
Biharski jezici, podskupina indoarijskih jezika istočne zone, koji su rašireni na području Indije i Nepala, jednim jezikom u Bangladešu, i nekim prekomorskim zemljama, kao Surinam i Mauricijus.
Biharskoj podskupini pripadaju 14 jezika s blizu 90.000.000 govornika. Predstavljaju je: angika [anp] (740,900); bhojpuri [bho] (38.546.000.); karipski hindustanski [hns] (Surinam; Trinidad i Tobago; 165,600.); kudmali [kyw] (37,000; 1997); magahi [mag] (13.000.000; 2002); maithili [mai] (34.700.000); majhi [mjz] (Nepal, Indija; 42.200); musasa [smm] (Nepal; 50,000; 2003)); panchpargania [tdb] (274.000; 1997); sadri [sck] (1.970.000; 1997); oraon sadri, [sdr] (Bangladeš; 166.000; 2000); i surjapuri [sjp] (273,000; 1997 IMA).
Istočnoj zoni indoarijskih jezika pripadaju zajedno s podskupinama oriya, bengalsko-asamskim i 6 neklasificiranih jezika

## Vanjske poveznice
- Ethnologue (14th)
- Ethnologue (15th)